# Lili Reynaud Dewar
Lili Reynaud-Dewar née en 1975 à La Rochelle est une plasticienne et performeuse française.
Elle vit et travaille à Grenoble et à Genève.

## Biographie
Après avoir étudié la danse classique avec Colette Milner au conservatoire de La Rochelle, puis le droit public à l'Université Paris I Panthéon-Sorbonne, elle a suivi entre 2001 et 2003 le Master of Fine Arts de la Glasgow School of Art. Durant les années qui ont suivi l'obtention de son master, elle s'est principalement consacrée à l'écriture sur l'art à travers divers magazines et monographies d'artistes et à développer des installations sculpturales fonctionnant comme décor de ses performances. Sa première performance, au Centre d'art Mira Phalaina de la maison populaire de Montreuil en 2005, mettait en scène son amie de Glasgow, Mary Knox, qui lisait un texte sur la vie de l'icône rasta et insurgée maroon Queen Mother Nanny of the Mountains. Depuis elle n'a eu de cesse de travailler avec ses amis, sa famille — sa mère Mireille Rias dans plusieurs expositions dont « Interpretation » à la Kunsthalle Basel — et ses étudiants. Son travail ne présente pas de ligne directrice, il ne se penche pas sur un thème spécifique, mais s'acharne à faire entrer les questions sociales, comme le racisme, la crise du sida, les luttes féministes, dans le champ esthétique et codé de l'exposition, et à rendre visible les contradictions d'une telle entreprise.
La pratique artistique de Lili Reynaud Dewar prend principalement la forme de performances, de sculptures, de vidéos et d'installations. Ses œuvres s'inspirent des cultures alternatives et féministes au travers desquelles elle rend hommage à travers certaines figures historiques, telles Joséphine Baker ou Guillaume Dustan, Jean Genet, Sun Ra, Cosey Fanni Tutti, tout en mêlant des éléments autobiographiques à son processus de travail. Les formes hétérogènes que l'artiste produit s'intéressent particulièrement aux questions identitaires ; qu'elles soient relatives au statut des femmes ou des communautés dominées, les icônes de la transgression culturelle habitent sa réflexion plastique. En 2015, à la biennale de Venise, elle a consacré un opéra Small Modest Bad Blood Opera à la querelle qui opposa Act Up et Guillaume Dustan à la fin des années 1990 sur les questions de contamination et de responsabilité. La danse, à laquelle elle a été formée dès son enfance, constitue une partie importante de ses recherches. Dans des vidéos réalisées depuis 2011, elle engage ainsi son corps nu et recouvert de peinture noire, rouge, orange ou argent dans différents espaces institutionnels où son travail est exposé, son atelier et même dans un champ avec des moutons (Lady to Fox, 2018). D'autres œuvres s'attachent à questionner l'espace domestique par l'élaboration d'environnements qui transforment les lieux d'exposition et leur nature. À la question de savoir vers quel avenir tend son art elle répond « une famille queer un peu dissolue, et qui invente de nouvelles formes de sociabilité ».
En 2009, elle a cofondé avec Valérie Chartrain et Dorothée Dupuis, la revue féministe d'art et de culture Pétunia. En 2015, elle a publié chez Paraguay Press un recueil de ses écrits sur l'art My Epidemic, Texts about my work and the work of other artists. Depuis 2010, elle est professeure à la Haute École d'art et de design Genève, où elle a formé le groupe mouvant et changeant « Enseigner comme des adolescents », avec lequel elle a réalisé plusieurs projets de films, d'expositions, de séminaires et avec lequel elle se consacre à la lecture de textes queer et féministes depuis sa chambre à l'hôtel Adriatica de Genève. Avec ses étudiants de la Head Genève, elle a réalisé en 2017 le film Beyond the Land of Minimal Possessions à Marfa (Texas), qui se penche sur la gentrification apportée par les institutions d'art. Elle fait partie du groupe Wages For Wages Against, qui défend l'idée de rémunérations systématiques pour les artistes qui exposent leur travail, et travaille sur des solutions pour un monde de l'art moins discriminant et plus représentatif des minorités. En 2015, elle a lancé le projet Maladie d'Amour dans son atelier de Grenoble. Maladie d'Amour est une expérience sociale et émotionnelle qui réunit un groupe de jeunes gens autour de projets de ses amis artistes comme par exemple Thomas Liu Le Lann, Marina Faust, Ian Wooldridge, Helene Cayet, Matthis Collins, Bonny Poon, Hugo Scibetta.
Elle a été pensionnaire de la promotion 2018-2019 de la villa Médicis à l'Académie de France à Rome.
Son travail a été exposé dans de nombreuses expositions internationales, notamment lors de la 5e Biennale de Berlin, commissariat d'Adam Szymczyk et Elena Fillipovitch (2008), la 3e Triennale de Paris, commissariat d'Okwui Enwezor (2012), la 12e Biennale de Lyon (2013), la 5e Biennale de Marrakech (2014), la 56e Biennale de Venise, commissariat d'Okwui Enwezor (2015), la 31e Biennale des arts graphiques de Ljubljana (2015) et la 11e Biennale de Gwangju, commissariat de Maria Lind (2016).
Le Palais de Tokyo lui consacre une grande exposition en 2023, où elle questionne notamment l'univers du pouvoir et de la masculinité. Elle y présente notamment le projet « Gruppo Petrolio », mené avec ses étudiants autour du livre inachevé Pétrole (Einaudi, 1992) de Pier Paolo Pasoloni.

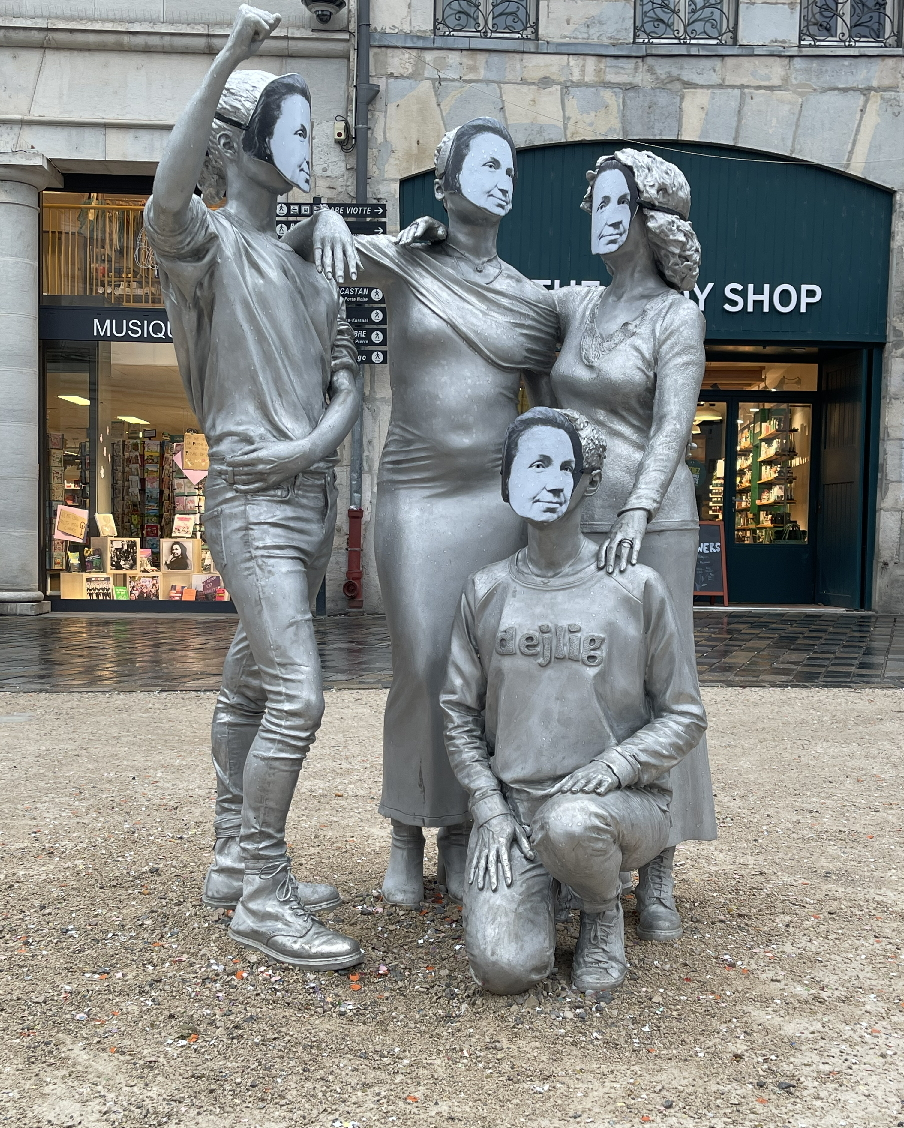
Les 4 vies de Jenny d'Héricourt

En 2025, elle réalise, pour la ville de Besançon, un groupe sculpté en hommage à la féministe Jenny d'Héricourt.

## Expositions personnelles
- 2002 : Jet-Trash (collaborative Project with Owen Piper), Where The Monkey Sleeps, Glasgow.
- 2004 : Grand Décolleté (collaborative project with Daniel Dewar), Mary Mary Project Space, Glasgow.
- 2005 : Eggnogs & Flips, Public, Paris (collaborative project with Fiona Jardine).
- 2006 : (Looking Through A) Glass Onion, Mary Mary offsite project, 130 Bridgegate, Glasgow.
- 2006 : Power, Corruption & Lies, Galerie RLBQ, Marseille.
- 2006 : The Center & Eyes, Zoo galerie, Nantes.
- 2008 : Explorations in French Psychedelia, CAPC, Bordeaux.
- 2008 : LOVE = U.F.O, FRAC, Bordeaux.
- 2008 : The Race, Galleria Civica d’Arte Contemporanea di Siracusa, Montevergini, Sicile.
- 2010 : Antiteater, FRAC Champagne-Ardenne, Reims.
- 2010 : Interpretation, 1M3, Lausanne.
- 2010 : Interpretation, Kunsthalle Basel, Bâle.
- 2010 : Structures de pouvoir, Rituels et Sexualité chez les sténodactylos européennes, kamel mennour, Paris.
- 2011 : Black Mariah, Centre d’art Parc Saint Léger, Pougues-les-Eaux.
- 2011 : Cleda’s Chairs, Bielefeld Kunstverein, Bielefeld.
- 2011 : En réalité le sphinx est-il une annexe du monument ou le monument une annexe du sphinx ?, Centre culturel Bellegarde,
- 2011 : Fours Walls Speaking of Revolt, Media and Beauty, Tramway theater, Glasgow (performance)
- 2011 : Power Structures, Rituals & Sexuality of the European Shorthand-Typists, Mary Mary, Glasgow.
- 2011 : Some Objects Blackened And A Body, Too, Galerie Mary Mary, Glasgow.
- 2012 : Ceci est ma maison / This is my place, Magasin, Centre National d’Art Contemporain, Grenoble[9],[10].
- 2012 : Enseigner comme des adolescents - Teaching as teenagers, FORDE, Genève
- 2012 : Fours Walls Speaking of Revolt, Media and Beauty, Serpentine Cinema, Londres (performance)
- 2012 : Interpretation, Performa, Fondation Calder, New York (performance)
- 2012 : What a Century of hands! I shall never have my hand. Afterwards domesticity leads too far, Karma International, Zurich
- 2013 : Enseigner comme des adolescents - Teaching as teenagers, Le Consortium, Dijon
- 2013 : I am intact and I don’t care, Clearing, New York
- 2013 : I am intact and I don’t care. 21er Raum, Belvedere, Vienna
- 2014 : Live Through That ?!!, Emanuel Layr, Vienna (AT)
- 2014 : Live Through That ?!!, Index Fondation for Contemporary Arts, Stockholm (SE)
- 2014 : Live Through That ?!!, New Museum, New York[11].
- 2014 : Live Through That ?!!, Outpost, Norwich (UK)
- 2014 : Vivre avec ça ?!!, Galerie Kamel Mennour, Paris (FR)
- 2015 : My Epidemic (A Body as Public as Book Can Be), Clearing, Brussels
- 2015 : My Epidemic (Teaching Bjarne Melgaard’s Class), Audain Gallery, Vancouver
- 2016 : I Sing The Body Electric, Clearing, New York
- 2016 : I Sing The Body Electric, Contemporary Art Museum Saint Louis, Missouri
- 2016 : Irreversible Intrusion (with Isaac Julien), K11, Shangaï
- 2016 : On How to Talk Dirty and Influence People (with Owen Piper), SALTS, Basel
- 2016 : Safe Space, Emanuel Layr, Vienna
- 2016 : Teeth Gums Machines Future Society, Galerie Kamel Mennour, Paris, France
- 2016 : Teeth Gums Machines Future Society, Kunstverein Hamburg, Germany.
- 2016 : Teeth Gums Machines Future Society, New Settings, Théâtre des amandiers, Nanterre (performance)
- 2017 : Beyond the Land of Minimal Possessions, Artpace, San Antonio, Texas, USA.
- 2017 : My Epidemic (Teaching Bjarne Melgaard ’s class), Emanuel Layr Roma, Italy
- 2017 : Teeth Gums Machines Future Society, De Vleeshal, Middleburg, The Netherlands
- 2017 : Teeth Gums Machines Future Society, Museion, Bolzano
- 2018 : Beyond the Land of Minimal Possessions, Atelier Hermès, Seoul, Korea.
- 2018 : Lady to Fox, Clearing, Brussels
- 2018 : My Epidemic, A Body as Public as A Book Can Be, Asakusa, Tokyo.
- 2018 : Oops, I think I may have lost my lighter somewhere on the ground. Could someone come down here and help me find it ?, KUB Billboards, Kunsthaus Bregenz, Austria.
- 2018 : Teeth Gums Machines Future Society, Monash University Gallery of Arts, Melbourne, Australia.
- 2019 : Beyond the Land of Minimal Possessions, Emanuel Layr, Vienna
- 2019 : Oops, I think I may have lost my lighter somewhere on the ground. Could someone come down here and help me find it ? Clearing, Brooklyn, New-York
- 2023 : Salut, je m'appelle Lili et nous sommes plusieurs. Palais de Tokyo (du 19 octobre 2023 au 07 janvier 2024)

## Publications
- Reynaud-Dewar, Lili, Élisabeth Lebovici, Diedrich Diederichsen, Monika Szewczyk, Lili Reynaud-Dewar, Londres, Phaidon, 2019
- Reynaud-Dewar, Lili, Teeth, Gums, Machines, Future, Society, Berlin, Hatje Cantz, 2018.
- Reynaud-Dewar, Lili, My Epidemic: Texts about My Work and the Work of Other Artists, Paris, Paraguay Press, 2015.
- Reynaud-Dewar, Lili, Live Through That ?!, New York, New Museum, 2015.
- Reynaud-Dewar, Lili, Ceci est ma maison, This is my place, Grenoble, Magasin, 2014.
- Reynaud-Dewar, Lili, Lili Reynaud Dewar: Interpretation, Paris, Paraguay Press ; Bâle Kunsthalle, Basel, 2013.
- Reynaud-Dewar, Lili, Perav Prod : Marque Déposée/Registered Trademark, Paris, Michel Baverey, 2003.

## Prix et distinctions
- prix Marcel-Duchamp, 2021[12]